# وست اورنج (تگزاس)
وست اورنج، تگزاس(به انگلیسی: West Orange, Texas) شهری در ایالت تگزاس از ایالات جنوبی ایالات متحده آمریکا است. در سرشماری سال ۲۰۰۰، جمعیت این شهر ۴۱۱۱ نفر اعلام شد.